# 飞虎神鹰
《飞虎神鹰》是2011年9月29日于广州南方经济第1剧场首播的谍战悬疑电视剧。由曾执导过《猎鹰1949》、《神探狄仁杰》等热播剧的导演钱雁秋负责编剧执导，张子健和梁冠华领衔主演。全42集。
该剧以真实历史为背景，讲述了上海战役初期，中共党员燕双鹰只身深入虎穴，粉碎军统特务及黑帮份子阴谋的故事。该片获得巨大成功。

## 演员表
- 飞虎神鹰[永久]

| 演員   | 角色   |
| ------ | ------ |
| 张子健 | 燕双鹰 |
| 曲栅栅 | 桔子   |
| 梁冠华 | 杜马   |
| 刘蕾   | 余茹萍 |